# Івченко Євген Михайлович
Євген Михайлович Івченко (26 червня 1938, Іскрисківщина, Сумська область — 2 липня 1999) — радянський легкоатлет, олімпійський медаліст.
Майстер спорту міжнародного класу.

## Виступи на Олімпіадах
| Олімпіада   | Дисципліна      | Місце |
| ----------- | --------------- | ----- |
| Мюнхен 1972 | ходьба на 20 км |       |
| Москва 1980 | ходьба на 50 км | 3     |